# Ctenophila setiliris
Espèce
Statut de conservation UICN

 EN B1+2a : En danger
Ctenophila setiliris est une espèce de mollusque gastéropode terrestre de la famille des euconulidés. Elle constitue un représentant de la faune endémique de La Réunion, La Réunion étant une île française de l'océan Indien.